# Anomis illita
Anomis illita là một loài bướm đêm trong họ Erebidae.